# Normverbrauchsabgabe
Bei der Normverbrauchsabgabe (NoVA) handelt es sich um einen prozentuellen Aufschlag vom Kaufpreis bzw. gemeinen Wert, der vom CO2-Ausstoß abhängig ist und beim Kauf oder Import bei bestimmten Kraftfahrzeugen in Österreich anfällt. Damit soll eine ökologische Lenkungswirkung bei der Anschaffung von Kraftfahrzeugen geschaffen werden. Im internationalen Vergleich kann die NoVA mit anderen Zulassungssteuern in Europa verglichen werden, die von der überwiegenden Anzahl der EU-Mitgliedstaaten eingehoben werden. Ursprünglich sollte damit die früher in Österreich geltende erhöhte Umsatzsteuer von 32 % bzw. davor 30 % (die sogenannte Luxussteuer) kompensiert werden, die beim Kauf neuer Kraftfahrzeuge angefallen war. Bis 2014 wurde die NoVA anhand des Treibstoffverbrauchs ("Normverbrauch") eines Kraftfahrzeuges bemessen, wovon sich der bis heute geltende Name ableiten lässt.
Rechtliche Grundlage der Normverbrauchsabgabe (NoVA) ist das Normverbrauchsabgabegesetz 1991, letzte Änderung BGBl. I Nr. 18/2021.

## Wann fällt die NoVA an
Die NoVA fällt beim erstmaligen Inverkehrbringen eines Kraftfahrzeuges in Österreich an:
- Bei Kauf eines neuen Kraftfahrzeuges von einem österreichischen Fahrzeughändler muss sie vom Käufer an den Fahrzeughändler bezahlt werden, der sie dann abführt.
- Bei Kauf eines neuen Kraftfahrzeuges von einem Fahrzeughändler im Ausland muss sie vom Käufer an das Finanzamt abgeführt werden.
- Bei Import eines gebrauchten Kraftfahrzeuges, welches bisher nicht der NoVA unterlag, nach Österreich, beispielsweise bei Kauf im Ausland oder als Übersiedlungsgut, muss die NoVA für das Kraftfahrzeug beim Finanzamt entrichtet werden. Die Zulassung kann erst nach Entrichtung der NoVA durchgeführt werden, weil das Kraftfahrzeug von der Finanzverwaltung für die Zulassung freigeschaltet werden muss.
- Bei bisher befreiten Kraftfahrzeugen (zB. Taxi oder Diplomatenfahrzeuge), wenn diese nicht mehr für den befreiten Zweck verwendet werden.
- Bei Kraftfahrzeugen, die mit ausländischem Kennzeichen in Österreich verwendet werden, deren dauernder Standort in Österreich liegt (widerrechtliche Verwendung). Als dauernder Standort gilt der Hauptwohnsitz des Verwenders. Autofahrer, die in Österreich arbeiten oder leben und ihr Kfz im Ausland angemeldet haben, um sich die Abfuhr der NoVA zu sparen, werden durch Kontrolle von Fahrzeugen mit ausländischem Kennzeichen seit 2013 verstärkt kontrolliert und überführt.[2]

## Welche Kraftfahrzeuge sind betroffen
Bis zum 30. Juni 2021 unterliegen Personenkraftwagen, Kombinationskraftwagen, Motorräder und Quads der NoVA. Bis dahin werden die NoVA-pflichtigen Kraftfahrzeuge durch Verweis auf bestimmte Positionen (z. B. 8703 Personenkraftwagen) der Kombinierten Nomenklatur definiert. Aufgrund einer Änderung des Normverbrauchsabgabegesetzes unterliegen ab 1. Juli 2021 auch bestimmte Lastkraftwagen (Gewicht bis 3.500 Kilogramm, Klasse N1) der NoVA. Ab diesem Zeitpunkt werden die NoVA-pflichtigen Kraftfahrzeuge auf Grund ihrer kraftfahrrechtlichen Einordnung in eine Fahrzeugklasse (z. B. M1 Personenkraftwagen) definiert.

## Welche Befreiungen gibt es
Die Befreiung von der NoVA wird entweder direkt beim Verkauf angewendet oder es muss zuerst die NoVA entrichtet werden und kann dann vom Finanzamt rückerstattet werden.
Von der NoVA befreit sind
- Kraftfahrzeuge, die aufgrund ihrer Antriebsart kein CO2 ausstoßen (z. B. Elektro und Wasserstoff)
- Kleinkrafträder und Quads mit weniger oder gleich 125 cm³

ab 1. Juli 2021:
- Vorführkraftfahrzeuge und sogenannte Tageszulassungen eines Fahrzeughändlers, diese unterliegen erst bei Verkauf an den Endkunden der NoVA

Ebenfalls direkt befreit, aber unter der Voraussetzung, dass die Kraftfahrzeuge in der Zulassungsdatenbank gesperrt werden (das bedeutet sie können ohne Freischaltung durch die Finanzverwaltung nicht zugelassen werden):
- Ausfuhrlieferungen
- Kraftfahrzeuge die von Menschen mit Behinderung verwendet werden
- Kraftfahrzeuge der Polizei oder des Bundesheers

Darüber hinaus kann auf Antrag für folgende Kraftfahrzeuge die NoVA rückerstattet werden:
- Fahrzeuge, die aus Österreich exportiert werden (auch Ausfuhr in das übrige EU-Gemeinschaftsgebiet),
- Vorführkraftfahrzeuge (bis 30. Juni 2020)
- Fahrschulkraftfahrzeuge,
- Miet-, Taxi- und Gästewagen,
- Kraftfahrzeuge der kurzfristigen Vermietung,
- Kraftfahrzeuge der Krankenbeförderung und des Rettungswesens,
- Bestattungsfahrzeuge,
- Einsatzfahrzeuge der Feuerwehren,
- Begleitfahrzeuge für Sondertransporte und
- Kraftfahrzeuge für diplomatische Vertreter ausländischer Vertretungsbehörden.

Der begünstigte Verwendungszweck ist nachzuweisen.

## Rückvergütung der NoVA
Neben den Befreiungen kann die NoVA auf Antrag auch für andere Sachverhalte rückvergütet werden. Kann ein Fahrzeug aus rechtlichen oder tatsächlichen Gründen nicht in Österreich zum Verkehr zugelassen werden (weil es sich z. B. um ein nicht zulassungsfähiges Rennfahrzeug handelt) und ist für dieses Fahrzeug von einem österreichischen Händler oder Leasingunternehmen bereits NoVA verrechnet worden, dann wird die NoVA auf Antrag vergütet. Dasselbe gilt, wenn ein Fahrzeug, das an sich im Inland zum Verkehr zugelassen werden könnte, innerhalb von fünf Jahren nicht zugelassen wird.

## Bemessungsgrundlage
Bei der NoVA gilt der Grundsatz, dass sie vom Wert des Kraftfahrzeuges berechnet wird. Bei Kauf eines neuen Kraftfahrzeuges von einem Fahrzeughändler, wird der Kaufpreis ohne Umsatzsteuer versteuert, weil davon auszugehen ist, dass dieser Kaufpreis dem Wert entspricht. Bei Gebrauchtfahrzeugen wird der sogenannte gemeine Wert für die Besteuerung herangezogen. Der gemeine Wert (§ 10 Bewertungsgesetz) ist der Preis, der bei Verkauf des Kraftfahrzeuges zu erzielen wäre, wobei aber ungewöhnliche oder persönliche Umstände (z. B. Liebhaberpreis) nicht zu beachten sind. Ziel ist es, einen objektiven Marktwert zu erfassen, weshalb beispielsweise Preise aus Bewertungslisten (Eurotax) für die Besteuerung herangezogen werden.

## Höhe der NoVA ab 1. Juli 2021

### Für Personenkraftwagen
Grundlage der Berechnung ist der CO2-Emissionswert in Gramm CO2/km nach WLTP (Worldwide harmonized Light vehicles Test Procedure ) abzüglich 112 Gramm. Dieser Wert ist durch fünf zu teilen. Das gerundete Ergebnis ist der Steuersatz, der zur Berechnung der NoVA herangezogen wird. Der Höchststeuersatz beträgt 50 %. Hat ein Fahrzeug einen höheren CO2-Ausstoß als 200 g/km, erhöht sich die Steuer für den die Grenze von 200 g/km übersteigenden CO2-Ausstoß um 50 Euro je g/km (der sogenannte "Malus"). Der Steuerbetrag ist um einen Abzugsposten von 350 Euro zu kürzen. Zusammengefasst ist folgende Formel zur Ermittlung des Steuersatzes ist anzuwenden:
```
(CO
2
-Emissionswert in g/km minus 112 g) dividiert durch 5 = Steuersatz (kaufmännisch auf ganze Zahl gerundet) * Bemessungsgrundlage plus 50 Euro je Gramm CO
2
 über 200 g/km minus 350 = NoVA
```

### Für Lastkraftwagen
Grundlage der Berechnung ist der CO2-Emissionswert in g/km nach WLTP (Worldwide harmonized Light vehicles Test Procedure ) abzüglich 165 g. Dieser Wert ist durch fünf zu teilen. Das gerundete Ergebnis ist der Steuersatz, der zur Berechnung der NoVA herangezogen wird. Der Höchststeuersatz beträgt 50 %. Hat ein Fahrzeug einen höheren CO2-Ausstoß als 253 g/km, erhöht sich die Steuer für den die Grenze von 253 g/km übersteigenden CO2-Ausstoß um 50 Euro je g/km (der sogenannte "Malus"). Der Steuerbetrag ist um einen Abzugsposten von 350 Euro zu kürzen. Zusammengefasst ist folgende Formel zur Ermittlung des Steuersatzes ist anzuwenden:
```
(CO
2
-Emissionswert in g/km minus 165 g) dividiert durch 5 = Steuersatz (kaufmännisch auf ganze Zahl gerundet) * Bemessungsgrundlage plus 50 Euro je Gramm CO
2
 über 253 g/km minus 350 = NoVA
```

### Für Motorräder und Quads
Da seit einigen Jahren auch für Motorräder, die in der Europäischen Union zugelassen werden, ein CO2-Emissionswert ermittelt werden muss, wird seit 2020 nicht mehr der Hubraum, sondern der CO2-Ausstoß für die Ermittlung der NoVA herangezogen. Die dafür angewendete Formel ähnelt der für Kraftwagen. Grundlage der Berechnung ist der CO2-Emissionswert in g/km nach WMTC (World Motorcycle Test Cycle) abzüglich 55 g. Dieser Wert ist durch vier zu teilen. Das gerundete Ergebnis ist der Steuersatz, der zur Berechnung der NoVA herangezogen wird. Der Höchststeuersatz beträgt 30 %. Hat ein Fahrzeug einen höheren CO2-Ausstoß als 150 g/km, erhöht sich die Steuer für den die Grenze von 150 g/km übersteigenden CO2-Ausstoß um 20 Euro je g/km. Zusammengefasst ist folgende Formel zur Ermittlung des Steuersatzes ist anzuwenden:
```
(CO
2
-Emissionswert in g/km minus 55 g) dividiert durch 4 = Steuersatz (kaufmännisch auf ganze Zahl gerundet) * Bemessungsgrundlage plus 20 Euro je Gramm CO
2
 über 150 g/km = NoVA
```

### Jährliche Anpassungen
Bei Personenkraftwagen und Lastkraftwagen werden verschiedene Werte der Berechnungsformel jährlich ab 1. Jänner 2022 für 3 Jahre angepasst. Der CO2Abzugsbetrag sinkt jährlich um 5 g, der Malus-Grenzwert sinkt jährlich um 15 g, der Malusbetrag steigt jährlich um 10 Euro und der Höchststeuersatz steigt jährlich um 10 Prozentpunkte. Die Senkung des CO2-Abzugsbetrag wird für diese Fahrzeuge ab 2025 mit 3 g fortgesetzt. Bei Motorrädern wird der CO2-Abzugsbetrag ab 2024 alle zwei Jahre um 2 abgesenkt.

## Höhe der NoVA ab 1. Jänner 2020 bis 30. Juni 2021

### Für Personenkraftwagen
Grundlage der Berechnung ist der CO2-Emissionswert in Gramm CO2/km nach WLTP (Worldwide harmonized Light vehicles Test Procedure ) abzüglich 112 Gramm (bis 31. Dezember 2020 115 Gramm). Dieser Wert ist durch fünf zu teilen. Das gerundete Ergebnis ist der Steuersatz, der zur Berechnung der NoVA herangezogen wird. Der Höchststeuersatz beträgt 32 %. Hat ein Fahrzeug einen höheren CO2-Ausstoß als 275 g/km, erhöht sich die Steuer für den die Grenze von 275 g/km übersteigenden CO2-Ausstoß um 40 Euro je Gramm CO2/km. Der Steuerbetrag ist um einen Abzugsposten von 350 Euro zu kürzen. Zusammengefasst ist folgende Formel zur Ermittlung des Steuersatzes ist anzuwenden:
```
(CO
2
-Emissionswert in Gramm je Kilometer minus 115 Gramm) dividiert durch 5 (plus 40 Euro je Gramm CO
2
 über 275g/km) minus 350.
```

### Für Motorräder und Quads
Grundlage der Berechnung ist der CO2-Emissionswert in g/km nach WMTC (World Motorcycle Test Cycle) abzüglich 55 g. Dieser Wert ist durch vier zu teilen. Das gerundete Ergebnis ist der Steuersatz, der zur Berechnung der NoVA herangezogen wird. Der Höchststeuersatz beträgt 20 %. Hat ein Fahrzeug einen höheren CO2-Ausstoß als 150 g/km, erhöht sich die Steuer für den die Grenze von 150 g/km übersteigenden CO2-Ausstoß um 20 Euro je g/km. Zusammengefasst ist folgende Formel zur Ermittlung des Steuersatzes ist anzuwenden:
```
(CO
2
-Emissionswert in g/km minus 55 g) dividiert durch 4 = Steuersatz (kaufmännisch gerundet) * Bemessungsgrundlage plus 20 Euro je Gramm CO
2
 über 150 g/km = NoVA
```

## Höhe der NoVA ab 1. März 2014 bis 31. Dezember 2019

### Für Personenkraftwagen
Grundlage der Berechnung ist der CO2-Emissionswert in Gramm CO2/km nach NEFZ (Neuer Europäischer Fahrzyklus) abzüglich 90 Gramm. Dieser Wert ist durch fünf zu teilen. Das gerundete Ergebnis ist der Steuersatz, der zur Berechnung der NoVA herangezogen wird. Der Höchststeuersatz beträgt 32 %. Hat ein Fahrzeug einen höheren CO2-Ausstoß als 250 g/km, erhöht sich die Steuer für den die Grenze von 250 g/km übersteigenden CO2-Ausstoß um 20 Euro je g/km (sogenannte "Malus"). Der Steuerbetrag ist um einen Abzugsposten, der abhängig vom Treibstoff des Kraftfahrzeuges ist, zu kürzen. Zusammengefasst ist folgende Formel zur Ermittlung des Steuersatzes ist anzuwenden:
```
(CO
2
-Emissionswert in g/km minus 90 g) dividiert durch 5 = Steuersatz (kaufmännisch gerundet) * Bemessungsgrundlage plus 20 Euro je Gramm CO
2
 über 250 g/km minus Treibstoffabhängigem Abzugsposten = NoVA
```

### Für Motorräder und Quads
Bei Motorrädern richtet sich die NoVA nach dem Hubraum des Motors. Der Höchststeuersatz beträgt 20 %.
Die Formel lautet:
```
(„Hubraum in cm³“ – 100) × 0,02 = Prozentsatz
```

## Höhe der NoVA gültig bis 28. Februar 2014
Die NoVA wird verbrauchsabhängig als Prozentsatz vom Nettopreis berechnet, wobei der Wert von mitgeliefertem Zubehör eingerechnet wird. Die Berechnung geht aus vom Verbrauch in Liter Treibstoff pro 100 km Fahrt und ist einigermaßen komplex:

### Nach dem MVEG-Verbrauch gemäß Richtlinie 93/116 EWG
- bei benzingetriebenen Fahrzeugen und Fahrzeugen mit Motoren mit anderen Kraftstoffarten

Prozentsatz = ( (MVEG-Verbrauch / (l/100 km) ) – 3) × 2
Rechenbeispiel: Für ein Fahrzeug mit einem Verbrauch von 6 Liter Benzin pro 100 km berechnet sich der Steuersatz zu ((6 – 3) x 2 =) 6 % NoVA.
- bei dieselgetriebenen Fahrzeugen

Prozentsatz = ( (MVEG-Verbrauch / (l/100 km) ) – 2) × 2
Ein Fahrzeug mit einem Verbrauch von 5 Liter Diesel pro 100 km ergibt den Steuersatz ((5 – 2) x 2 =) 6 % NoVA.

### Umrechnungsformel auf MVEG-Verbrauch, wenn nur der ECE – Verbrauch vorliegt
- bei benzingetriebenen Fahrzeugen:

MVEG-Verbrauch = ((„ECE – Wert für 90 km/h“ + „ECE – Wert für Stadt“) / 2) × 1,10
- bei dieselgetriebenen Fahrzeugen

MVEG-Verbrauch = ((„ECE – Wert für 90 km/h“ + „ECE – Wert für Stadt“) / 2) × 1,125
- wenn keiner dieser Werte vorliegt

Bei Fahrzeugen, für die weder der MVEG-Verbrauch noch ein Verbrauch nach ECE vorliegt, ist der Steuersatz mit einem Fünftel der Motorleistung anzunehmen.

### Zu- bzw. Abschlag bei dieselbetriebenen Fahrzeugen
Vom 1. Juli 2005 bis 30. Juni 2008 gab es eine Erhöhung der NoVA für Fahrzeuge mit Dieselmotor.

### Zu- bzw. Abschlag nach CO2-Ausstoß
Seit dem 1. Juli 2008 wird die Höhe der NoVA laut Ökologisierungsgesetz 2007 nach einer Bonus-Malus-Regelung ¹(ÖkoG 2007) wie folgt ergänzt:
Bei Fahrzeugen
- mit einem CO2-Ausstoß geringer als 120 g/km verringert sich die NoVA um maximal 300 Euro.
- zwischen 120 g/km und 180 g/km (ab 1. Jänner 2009 zwischen 120 g/km und 160 g/km) bleibt sie unverändert.
- über 180 g/km (ab 1. Jänner 2010 über 160 g/km) erhöht sie sich pro Gramm CO2 um 25 Euro.

zwischen dem 1. März 2011 und dem 31. Dezember 2012 gilt bei Fahrzeugen:
- über 180 g/km CO2 erhöht sich um weitere 25 Euro.
- über 220 g/km CO2 erhöht sie sich um weitere 25 Euro.

### Für Motorräder und Quads
Bei Motorrädern richtet sich die NoVA nach dem Hubraum des Motors.
Die Formel lautet:
Prozentsatz = („Hubraum in cm³“ – 100) × 0,02

### Höchstsatz, Rundungsregel
Der Höchstwert des Prozentsatzes beträgt in jedem Fall 32 %.
Die Ergebnisse der Berechnung des Prozentsatzes sind kaufmännisch zu runden.

### Sonderregelung bei EU-Importen mit EU-Zulassung vor dem 1. Juli 2008
Die Rechtsprechung der Höchstgerichte und des EuGH hat Auswirkungen auf die Zuschläge zur NoVA für Fahrzeuge, die vor dem 1. Juli 2008 bereits in einem EU-Staat zugelassen waren. Demnach ist auf Fahrzeuge, die bereits in der EU zugelassen waren, jene Rechtstextversion anzuwenden, die zum Erstzulassungsdatum in der EU in Österreich Gültigkeit hatte. Sofern ein Fahrzeug daher mit einer Erstzulassung vor 1. Juli 2008 bereits in der EU zugelassen war, wird in Österreich kein CO2-Bonus oder -Malus fällig, da dieser erst ab dem 1. Juli 2008 in Österreich gültig war.
In diesen Fällen fällt lediglich die NoVA an, aber kein CO2-Bonus oder -Malus.

### Sonderregelung bei EU-Importen mit EU-Zulassung ab dem 1. Juli 2008
Bei Fahrzeugen, die ab dem 1. Juli 2008 in der EU zugelassen waren, fallen NoVA und Bonus/Malus an. Die Abgabe richtet sich nach dem Erstzulassungsdatum in der EU, da dieses maßgeblich für die Anwendung der Rechtstextversion ist. Beispielsweise ist ein Fahrzeug mit Erstzulassung 1. Dezember 2012, das heute importiert wird, mit dem NoVA-Gesetz das zum Stichtag 1. Dezember 2012 in Österreich Gültigkeit hatte, zu versteuern:
- bis EZ 30. Juni 2008 bezahlt der Eigenimporteur keinen CO2-Malus (es gibt aber auch keine Boni)

Er bezahlt also nur die NoVA.
- zwischen EZ 1. Juli 2008 und 31. Dezember 2009

ist auch ein Malus fällig mit folgenden Grenzwerten:
<120g → Bonus 300 Euro

>120-180g → kein Malus

>180g → 25 Euro je Gramm

Boni für Benzin <60mg NOx → 200 Euro

Boni für Diesel <80mg NOx und Partikel <0,005g → 200 Euro

Wenn bei Diesel Partikel >0,005g → Malus 300 Euro

Alternativantrieb → Bonus 500 Euro
- zwischen 1. Jänner 2010 und 28. Februar 2011

<120g → Bonus 300 Euro

>120-160g → kein Malus

>160g → 25 Euro je Gramm

Boni für Benzin <60mg NOx → 200 Euro

Boni für Diesel <80mg NOx und Partikel <0,005g → 200 Euro

Wenn bei Diesel Partikel >0,005g → Malus 300 Euro

Alternativantrieb → Bonus 500 Euro
- zwischen EZ 1. März 2011 – 31. Dezember 2012

<120g → Bonus 300 Euro

>120-160g → kein Malus

>160g – 180 → 25 Euro je Gramm

>180g – 220 → 50 Euro je Gramm

>220 → 75 Euro je Gramm

Boni für Benzin <60mg NOx → 200 Euro

Boni für Diesel <80mg NOx und Partikel <0,005g → 200 Euro

Wenn bei Diesel Partikel >0,005g → Malus 300 Euro

Alternativantrieb → Bonus 500 Euro
- ab 1. Jänner 2013:

<120g → Bonus 300 Euro

>120-150g → kein Malus

>150g – 170 → 25 Euro je Gramm

>170g – 210 → 50 Euro je Gramm

>210g → 75 Euro je Gramm

Boni für Benzin <60mg NOx → 200 Euro

Boni für Diesel <80mg NOx und Partikel <0,005g → 200 Euro

Wenn bei Diesel Partikel >0,005g → Malus 300 Euro

Alternativantrieb → Bonus 500 Euro
Hinsichtlich des Bonus-Malus-Teiles der NoVA (gem. § 6a NoVAG) kann der Malus anteilig reduziert werden, ein etwaiger Bonus bleibt vollständig erhalten. Die Steuerpflicht kann sich dadurch unter Umständen erheblich reduzieren
Rechenbeispiel:
- Malus laut Berechnung: EUR 1.800,--
- Eurotaxwert zum Zeitpunkt des Kaufes: EUR 15.000,--
- Neupreis zum Zeitpunkt der Erstzulassung: EUR 40.000,--
- zu zahlender Malusbetrag: 1.800 × 15.000 / 40.000 = 675,-- EUR.

Liegt kein Eurotax-Wert vor, kommt eine „Achtelregelung“ zum Tragen: Für jedes angefangene Zulassungsjahr im Ausland wird ein Achtel des errechneten Steuerbetrages abgezogen. Mindestens ein Achtel bleibt aber jedenfalls als Steuerpflicht bestehen, egal, wie alt das Fahrzeug ist.

### Import von Kraftfahrzeugen mit EU-Zulassung vor dem 1. Jänner 1992
Fahrzeuge, die vor dem 1. Jänner 1992 in der EU zugelassen waren und nach Österreich importiert werden, unterliegen nach Aussage des BMF keiner NoVA. Hintergrund ist, dass das Normverbrauchsabgabegesetz mit Wirkung vom 1. Jänner 1992 erstmals eingeführt wurde. Vor diesem Stichtag wurden Fahrzeuge mit dem damals erhöhten Mehrwertsteuersatz von 32 % (die so genannte Luxussteuer) versteuert. Die USt-Differenz von 12 % (auf die damals gültigen 32 %) wird nicht nachverrechnet. Somit sind Fahrzeuge mit EZ in der EU vor 1. Jänner 1992 NoVA-frei.